# مرکوری کاپری
مرکوری کاپری (Mercury Capri) خودرویی است که در سال‌های ۱۹۷۰ تا ۱۹۷۷۱۹۷۹–۱۹۸۶
۱۹۹۱–۱۹۹۴تولید شده‌است. است.